# Ich spuck auf dein Grab
Der Film Ich spuck auf dein Grab des israelisch-amerikanischen Regisseurs Meir Zarchi entstand im Jahr 1978 in den USA. Der Rape-and-Revenge-Film gehört zum Genre Exploitationfilm und erzählt die Geschichte einer Frau, die vergewaltigt wird und sich daraufhin an ihren Peinigern durch Selbstjustiz rächt. Im Jahr 2010 wurde mit I Spit on Your Grave eine Neuverfilmung veröffentlicht, 2019 eine direkte Fortsetzung, unter dem Titel Deja Vu, auf den Markt gebracht.

## Handlung
Die junge Schriftstellerin Jennifer Hills fährt zu einem abgelegenen Ferienhaus in New England, um dort ihren ersten Roman zu verfassen. Während ihres Aufenthaltes dort wird jedoch eine Gruppe skrupelloser Männer auf Jennifer aufmerksam. Die Männer fassen den Plan, Jennifer zu vergewaltigen. Im Zuge dieser Aktion lauern sie der jungen Frau auf, jagen sie durch den Wald, quälen, schlagen und vergewaltigen sie mehrfach und wollen sie letztendlich töten. Jedoch führt der geistig zurückgebliebene Matthew den Mord – zu dem ihn seine Mittäter ermutigen wollen – nicht aus. Das Opfer fasst daraufhin den Entschluss, sich an jedem seiner Peiniger durch tödliche Selbstjustiz zu rächen. Sie lockt Matthew auf die Insel und erhängt ihn. Sie kastriert Johnny und lässt ihn im Badezimmer verbluten. Die restlichen zwei, Andy und Stanley, tötet sie mit einer Axt und einem Motor eines Bootes. Dann fährt sie mit dem Boot davon.

## Synchronisation
| Rolle   | Darsteller      | Synchronsprecher       |
| ------- | --------------- | ---------------------- |
| Johnny  | Eron Tabor      | Manfred Lehmann        |
| Matthew | Richard Pace    | Hans-Jürgen Dittberner |
| Stanley | Anthony Nichols | Ulrich Gressieker      |
| Andy    | Gunter Kleemann | Michael Nowka          |

## Kontroverse
Der Film erregte vor allem dadurch, dass die mehrfache Vergewaltigung der Protagonistin in erschreckend deutlicher Art und Weise gezeigt wird, die Aufmerksamkeit von Jugendschutz und Zensur weltweit. Im Vergleich zu Wes Cravens Das letzte Haus links, welcher ebenfalls als Rape-and-Revenge-Film gilt, wurde bei Ich spuck auf dein Grab oft kritisiert, dass die Vergewaltigungsszene „zelebriert“ werde, statt sie zu „inszenieren“, wie dies in Das letzte Haus links der Fall sein soll. Zudem führte auch die Thematik der Selbstjustiz, welche als einziges Mittel der Konfliktlösung dargestellt wird, und deren brutale Umsetzung in Deutschland zu einer bundesweiten Beschlagnahme nach §131 StGB. Auch die Charakterentwicklung vom Opfer zur Rächerin wurde an Ich spuck auf dein Grab kritisiert, da diese Thematik zu kurz abgehandelt werde.

## Indizierungs- und Beschlagnahme-Historie
Ich spuck auf dein Grab wurde 1983 erstmals indiziert (deutsche VHS). 1987 folgten die erste Indizierung einer Auslandsveröffentlichung (britische VHS) sowie die erste Beschlagnahme (deutsche VHS). Im Folgejahr kam der erste Einziehungsbeschluss hinzu (deutsche VHS). Es folgten weitere Indizierungen sowie Beschlagnahmen. Im Jahr 2008 wurde der Film folgeindiziert und auf Liste B umgetragen.
2020 wurde die Beschlagnahme des Films aufgehoben. Im Folgejahr erfolgte die Listenstreichung und die FSK vergab bei der Neuprüfung ''FSK keine Jugendfreigabe".

## Kritiken
- „Ein an Niedertracht kaum zu überbietendes Machwerk“ – „Die schlechtesten Filme aller Zeiten“, ISBN 3-89602-514-7.
- „A vile bag of garbage […] Attending it was one of the most depressing experiences of my life. […] The story of 'I Spit on Your Grave' is told with moronic simplicity. These horrible events are shown with an absolute minimum of dialogue, which is so poorly recorded that it often cannot be heard.“ Ein ekelhafter Sack Müll.  […] Sich den anzusehen war eine der deprimierendsten Erfahrungen meines Lebens. […]  Die Geschichte von „Ich spuck auf dein Grab“ wird mit debiler Schlichtheit erzählt. Diese schrecklichen Ereignisse werden mit einem absoluten Minimum an Dialogen gezeigt, die so schlecht aufgenommen sind, dass man sie oft nicht versteht.- Filmkritiker Roger Ebert.[6]
- „Unter dem Strich repräsentiert der Film ‚I Spit On Your Grave‘ beileibe keine Unterhaltung im üblichen Sinne des Begriffs - und dennoch ist dieser Film alles andere als ein Schundprodukt. Doch Zensoren verfahren bekanntermaßen nach einem alten Sprichwort, das besagt: ‚Wer sein eigenes Spiegelbild nicht mehr ertragen kann, der wird den Spiegel zerschlagen‘.“ – DVDForum.at.

## Veröffentlichungen
Der Film wurde mehrmals und unter verschiedenen alternativen Titeln veröffentlicht. Es folgt eine Auswahl der Fassungen und Alternativtitel.

### Fassungen
- In Deutschland erschienen bisher zwei VHS-Auflagen des Labels Toppic sowie eine VHS des Labels JVP Austria, wobei es sich bei Letztgenanntem um ein Bootleg handelt. Auch vom Label Astro existiert sowohl eine VHS als auch eine DVD. Zudem wurde je eine DVD von den Labels cmv-Laservision und Cine Silver (ebenfalls als Bootleg) veröffentlicht. Alle diese Medien enthalten die ungeschnittene Fassung.
- Die US-Version wurde unter anderem als VHS von den Labels Anchor Bay, Vid America und Elite veröffentlicht. Von Elite gibt es zudem eine Laserdisc und zwei DVD-Versionen.
- In den Niederlanden wurde eine VHS von Video Power und eine DVD von DFW produziert.
- In der Schweiz existiert eine DVD-Fassung von Centauri Interactive als Bootleg.
- Das Label VIP vertreibt eine VHS-Version in Frankreich, und das Label Vipco eine VHS in Dänemark, wo inzwischen auch eine DVD erschienen ist.
- In Großbritannien existieren lediglich drei ungekürzte VHS-Versionen der Labels Astra und Wizard, die noch aus der Zeit vor dem Video Recordings Act von 1984 stammen. Alle seither erschienenen Versionen (von Screen Entertainment und von Vipco) sind geschnitten, ebenso wie das neue Release auf Blu-ray und DVD von 101 Films.[7][8]
- In Schweden existieren zwei VHS-Fassungen: eine geschnittene von Viking Video sowie eine ungeschnittene von Videofilm AB.
- In Österreich wurde der Film im Juni 2011 in der Unrated-Fassung auf DVD und Blu-ray vom Label Illusions Unlimited veröffentlicht. Gleichzeitig erschien auch das Remake entsprechend.

### Alternativtitel
- Blood Angel
- Blood Force
- Day Of The Woman
- The Rape And Revenge Of Jennifer Hill
- Horror Weekend
- I Hate Your Guts
- I Spit On Your Grave

## Fortsetzungen
Mit Savage Vengeance wurde 1993 eine offizielle Fortsetzung gedreht; in dieser spielte Camille Keaton erneut die Jennifer Hills. Rick Thompsons Eyes of the Prey aus dem Jahre 1992 bildet die inoffizielle Fortsetzung des Filmes und wird in Deutschland als Ich spuck auf dein Grab 2 – Ein Opfer blinder Wut vertrieben. Der offizielle Nachfolger I Spit on Your Grave: Deja Vu, mit einer Wiederkehr von Camille Keaton als Jennifer Hills und unter der Regie von Meir Zarchi, erschien im April 2019.

## Neuverfilmung
Im Oktober 2010 kam mit I Spit on Your Grave eine Neuverfilmung dieses „Video Nasty“-Klassikers in die Kinos, die im Februar 2011 auf DVD und Blu-ray erschien.
Wie das Original war auch dieser Film in der unzensierten Fassung bis 2022 beschlagnahmt, die Aufhebung der Indizierung wurde von der Bundeszentrale für Kinder- und Jugendmedienschutz im Juni 2022 abgelehnt. Die von der FSK freigegebene Fassung ist fast 13 Minuten geschnitten.

## Dokumentarfilm
2014 drehte Dokumentarfilmer Terry Zarchi und Sohn des Regisseurs Meir Zarchi den Dokumentarfilm Growing Up With I Spit On Your Grave, der die Entstehung des Filmes und die Dreharbeiten nachzeichnet. Die Darsteller Camille Keaton, William Tasgal und Gary Needle sowie Regisseur Meir Zarchi kommen zu Wort.

## Auszeichnungen
Der Film ist gemeinsam mit der Neuverfilmung für die Home Media Magazine Awards nominiert worden. Das Original ist in der Kategorie „Best Catalog Title“, die Neuverfilmung in der Kategorie „Best Indie/Small Budget Film on Disc“.